# GE エボリューション・シリーズ
エボリューション・シリーズ（Evolution Series）は、GEトランスポーテーション・システムが開発した電気式ディーゼル機関車のシリーズである。アメリカ合衆国環境保護庁（EPA）による鉄道車両の排出ガス規制「Tier 2」に対応するため、2億5000万ドルの費用と6年の歳月をかけて開発された。2003年に量産先行機が製造された。
主電動機は直流・交流のいずれかを鉄道事業者の要望に応じて装備する。搭載するエンジンはGEVO12気筒エンジンで、過去のGE製機関車の主流だったFDL16気筒エンジンの出力に匹敵し、かつ燃料消費量の減少や環境汚染の軽減が図られている。
環境対策の数値として、GEは下記のように列挙している。
- アメリカのディーゼル機関車による環境負荷がすべて本シリーズ並になれば、自動車4800万台分のNOxを減らすことと同義
- アメリカ最大の鉄道が所有するディーゼル機関車の半数を本シリーズにすれば、3万1000エーカー(約125.5平方キロメートル)の森林を植えるに匹敵する二酸化炭素の減少が期待できる
- 本シリーズのエンジン自動停止機能は、操車場におけるアイドリングを35％減少させ、燃料の節約と、大気汚染の減少につながる
- 2004年以前製の機関車と比較して、その車両の寿命（営業用途での使用期間）において、1両あたり31万5000ガロン(1192.4キロリットル)の燃料を節約することになる
- 20年前以前製の機関車と比較して、本シリーズは喘息を引き起こす物質を83％、NOxを60％減少させた。

## 車種
北米向けには4車種が製造されており、各車種とも3軸台車を前後に配置した6軸車となっている。軸配置はC-C（ES44C4のみA1A-A1A）。型式のESはEvolutionSeriesの頭文字であり、続く数字は出力を馬力で表した数値の千と百の位、末尾の英字は駆動システムの電気方式を表している。輸出車は型式の末尾に「i」が付与される。

### ES40DC
Dash 9-40CWの後継車種。直流電動機を搭載し、出力は4000馬力。すべてノーフォーク・サザン鉄道に納入された。

### ES44DC
Dash 9-44CWの後継車種。直流電動機を搭載し、出力は4400馬力。最初はBNSF鉄道とCSXトランスポーテーション、カナディアン・パシフィック鉄道に納入された。輸出向けとしてES44DCiがあり、オーストラリアのピルバラ・アイアンが導入した。砂漠の中を運行するオーストラリアでの使用条件にあわせ、ラジエタを拡大したため、全長が長い。

### ES44AC
AC4400CWの後継車種。交流電動機を搭載し、出力は4400馬力。ユニオン・パシフィック鉄道（C45ACCTEと呼称している）、BNSF、カンザス・シティ・サザン鉄道、カンザス・シティ・サザン・ド・メキシコ、フェロメックス、カナディアン・パシフィック鉄道が導入。CSXトランスポーテーションは2007年末から2008年にかけて125両を導入する（ES44AH'sと呼称。）。主として石炭輸送列車に使用する予定だったが、他にさまざまな用途に使用されている。
[追加]CSXが導入してきた「ES44AH（運転室サイドの車体表記）」と呼ばれる粘着力(牽引力)を増加させたタイプの機関車が、ユニオン・パシフィック鉄道でも導入された。正確なロードナンバー(機関車番号)の境界は明確ではないが、2014年に製造された８１００号機あたりで、機関車への表記が「C45AH」と変化した。従来の「C45ACCTE」と表記された機関車との相違や、CSXの「ES44AH」と表記された機関車との差異についての詳細は不明だが、UP機では引張力を増加させるために機関車の総重量(運転整備重量)を増して１９６トンにとした。CSXの「ES44AH」には、自己操舵台車である「ステアラブル・トラック」が採用されているが、UP機では、従来からの「Hi-Ad(Hi-Adhesion) Truck」と呼ばれる台車を踏襲した。

### ES44C4
上記のES44ACから派生して誕生した車種である。BNSF鉄道は、順調に増備を続けてきたES44DCとES44ACの優れた特徴を継承する機関車として、AC機（交流誘導電動機搭載）ながらも製造コストを下げ、かつ起動時の引張力を６動軸のDC機（直流電動機搭載）とほぼ同じに保つことができる機関車の製造をGE社に要請した。GE社が、これに応えるかたちで2009年に登場させたのがES44C4である。したがって、ES44DCに替えて増備したと推測される。日本国内でもかつては6動軸（EF型）の直流機に対して、交流機は4動軸（ED型）でもほぼ同等の引張力を発揮できるとして、ED75形に代表される機関車たちが製造された経緯があるが、これらはいずれも直流電動機で、日本の過去の事例とは根本的に異なる。BNSF鉄道では、テストの結果が極めて良好だったために、その後、1000両を超えるES44C4を発注している。電動機の搭載数が6基から4基に減少している以外はES44ACと同様である。各台車の中央の軸を無動力化し、軸配置もA1A-A1Aとなった。末尾の「4」は4動軸を表す。2011年11月時点ではBNSF鉄道のみが導入している。本形式には空転を検知して軸重を自動調整するトラクションコントロールシステムが搭載されている。現地で実際に貨物列車を牽引する場合、ES44DCとES44C4の混成が目立ち、石炭輸送列車などの重量貨物列車の牽引には使用されず（こちらはES44AC牽引が通例）、長編成のマニフェスト・トレインやインターモーダル・トレインを4重連程度で牽引する場合には、1両ないし2両が入ることが多い。ES44C4は電動機が4基であるため、6基のDC機に比べ総出力が低下、ES44C4だけの多重連では牽引定数が低くなるためと推測される。

## 特徴

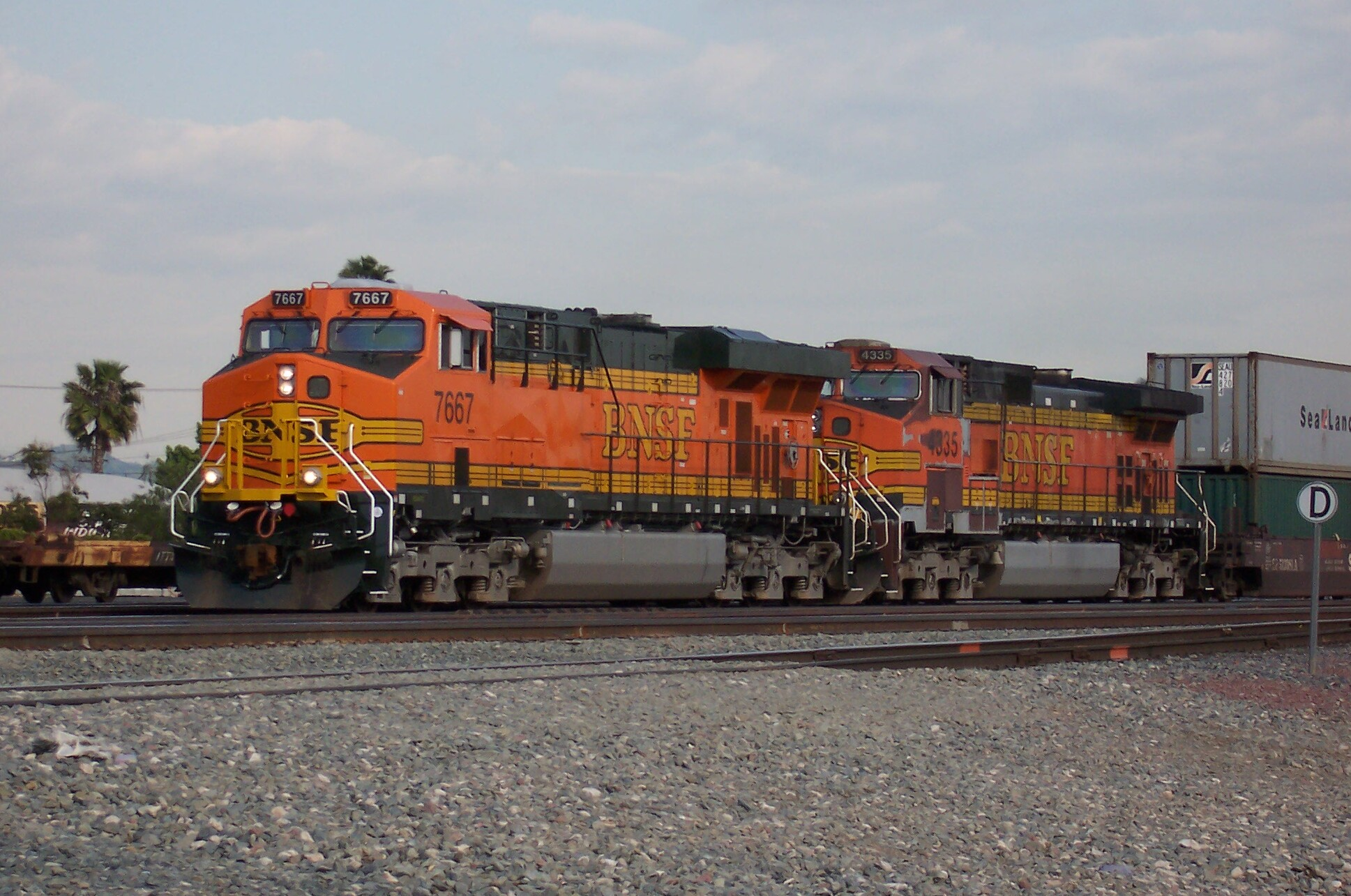
前がES44DC、後ろがDash 9-44CW。車両後部のラジエタのウイングの形状や長さ、運転室後ろの機器室など、両者の違いがよくわかる。

外観は前身であるDash 9シリーズ、AC4400CWと類似している。直流型・交流型ともに乗務員室の後ろ左側に巨大な機器室があり、交流モデルではインバータが収納されている。直流型のDash 9ではこの機器室が小さいことから交流型との識別ができたが、本シリーズでは直流型と交流型を見分けるのは困難である。
以前のデザインでは、煙突とラジエタのウイング（車体後方の出っ張り）の間に大きな空間があったが、本シリーズではそれがなくなっている。
ラジエタは旧来のシリーズよりも非常に長く、煙突近くまで伸びている。AC6000CWのように、後部にオーバーハングが設けられている。このウイングの下部の斜めになった部分は、旧来は一定の角度であったが、本シリーズでは異なったふたつの角度で構成されている。屋根の前方端部はコブのように盛り上がっており、熱交換器が搭載されている。
台車はHiAd（高粘着）タイプが標準で、操舵台車がオプションとして用意されている。

## 導入した事業者
両数は随時変化するため、本項目の英語版の最新情報を参照されたい。
- アルセロール
- BNSF鉄道
- カナディアン・ナショナル鉄道
- カナダ太平洋鉄道
- Citirail/CREX
- セメックス
- CSXトランスポーテーション
- フェロメックス
- フェロスール
- アイオワ・インターステート鉄道
- カンザス・シティ・サザン鉄道
- カンザス・シティ・サザン・ド・メキシコ
- ノーフォーク・サザン鉄道
- Sava Transportation
- ユニオン・パシフィック鉄道

## 輸出車両
- 中華人民共和国
  - 中華人民共和国鉄道部は2005年10月に300両のHXN5型ディーゼル機関車（ES59ACi）をGEに発注、2008年から2009年にかけて納入された。最初の2両はペンシルベニア州エリーで、残り298両は中国の常州市にある戚墅堰機車で製造されている。
- カザフスタン
  - 2006年9月28日、カザフスタン国鉄が本シリーズを基にしたTE33A型を310両導入する契約を締結し、車輌製造が初めて北アメリカ以外の場所で展開されることになった。最初の10両がペンシルベニア州エリーで製造され、残る300両がカザフスタン東北のパヴロダルで2008年から2012年にかけて製造される予定である。これらの車両は両運転台とされ、独立国家共同体(CIS)初の交流モータ機関車となる。
- オーストラリア
  - リオ・ティントグループが子会社のピルバラ・アイアン向けに51両のES44DCiを導入している。
- ブラジル
  - 資源開発企業であるヴァーレの傘下にあるカラジャス鉄道に70両のES58ACi（5800馬力）が2009年に納入された。軌間は1,600 mmの広軌である。
- エジプト
  - エジプト鉄道は2009年、80両のES40ACiを両運転台仕様として導入した。